# Florești (gmina w okręgu Prahova)
Florești – gmina w Rumunii, w okręgu Prahova. Obejmuje miejscowości Cap Roșu, Călinești, Cătina, Florești i Novăcești. W 2011 roku liczyła 6993 mieszkańców.